# Broken Blade
Broken Blade (ブレイク ブレイド, Bureiku Bureido, Break Blade) est un shōnen manga de Yoshinaga Yunosuke. Il a été publié dans le magazine Shōnen Blood en 2006, puis dans le magazine FlexComix Blood entre 2007 et 2012, et entre 2012 et 2022 sur la plateforme numérique Comic Meteor de Holp Shuppan. Le premier volume relié est sorti le 10 avril 2007. La version française a été éditée par Doki-Doki à partir de février 2010 et dix tomes sont sortis en mai 2012. Cependant, à la suite du rachat de Flex Comix par Hold Shuppan en 2012, les droits d'exploitation de la série hors du Japon ont été rompus et la série n'est plus commercialisée.
Il a été adapté en anime par les studios Production I.G et XEBEC sous forme de six films d'une heure. Une série télévisée faisant office de remake a été diffusée entre avril et juin 2014.

## Synopsis
Sur le continent de Cruson, une guerre est sur le point d'éclater entre le Royaume de Kreeshna et la fédération d'Athnès. Dans ce monde, les habitants sont capables de manier le Quartz à des degrés différents, en leur donnant des ordres et en leur faisant prendre n'importe quelle forme. Ce minerai a remplacé toute forme de carburant. Notre protagoniste Lygatt Arrow est un "impuissant", il ne peut contrôler le Quartz et par conséquent toute la technologie actuelle. 
Lors de sa venue à la Capitale, le Roi, ancien camarade pendant leurs classes militaires, lui montre un ancien Golem vieux de 1000 ans, découvert lors d'une extraction de Quartz. Il s'avère qu'il est le seul à pouvoir le contrôler et prend part à la bataille.

## Personnages

### Personnages de Kreeshna
Lygatt Arrow (ライガット・アロー, Raigatto Arō)
Lygatt est un des seuls habitants de Cruson avec son frère à ne pas pouvoir manier les cristaux. Il est allé à l'école militaire et a rencontré puis est devenu ami avec Hözl, Shee-Gyun, et Zeth.
Hözl Verk Gyro Megh Kee Tyla Pethal Egza Zehyoda (ホズル (クリシュナ9世), Hozuru)
Actuel Roi de Kreeshna sous le nom de Kreeshna IX et époux de Shee-Gyun, Hözl est un ami de Lygatt.
Shee-Gyun (シギュン・エルステル, Shigyun Erusuteru)
Reine de Kreeshna, Shee-Gyun est également amoureuse de Lygatt bien qu'elle soit mariée à Hözl.

### Personnages d'Athnès
Zeth (ゼス, Zesu)
Camarade à l'école militaire de Lygatt, Shee-Gyun, et Hözl, Zeth est le petit frère du commandant en chef du Royaume d'Athnès. Il commande un petit groupe de combattants d'élite qui attaque Kreeshna. Ces combattants d'élite sont Leea, Cleo, Lee et Argas.

### Personnages d'Owland
Al-Bell
Sénateur au Concile Suprême d'Owland.
Général Gaïn
Général de l'armée d'Owland, mari de Lynn-Dee.
Lynn-Dee
Femme du Général Gaïn, sœur du roi Kreeshna IX.
Sa Sainteté La Papesse
C'est la 162e reine d'Owland. Elle a neuf ans.

## Liste des chapitres
| no | Japonais          | Japonais          | Français          | Français          |
| no | Date de sortie    | ISBN              | Date de sortie    | ISBN              |
| --- | ----------------- | ----------------- | ----------------- | ----------------- |
| 1 | 10 avril 2007     | 978-4-7973-4142-3 | 10 février 2010   | 978-2-35078-844-9 |
| Au Japon, une nouvelle édition est sortie le 12 juillet 2013.Liste des chapitres : - Chapitre 1 : L'impuissant - Chapitre 2 : Escarmouche -1- - Chapitre 3 : Escarmouche -2- - Chapitre 4 : Avant la bataille |                   |                   |                   |                   |
| 2 | 10 septembre      | 978-4-7973-4433-2 | 10 février 2010   | 978-2-35078-845-6 |
| Au Japon, une nouvelle édition est sortie le 12 juillet 2013.Liste des chapitres : - Chapitre 5 : Déclaration de guerre - Chapitre 6 : Ligne de défense - Chapitre 7 : Rencontre fortuite -1- - Chapitre 8 : Rencontre fortuite -2- - Chapitre 9 : Sombre époque                                                                        |                   |                   |                   |                   |
| 3 | 10 mars 2008      | 978-4-7973-4704-3 | 14 avril 2010     | 978-2-35078-891-3 |
| Au Japon, une nouvelle édition est sortie le 12 août 2013.Liste des chapitres : - Chapitre 10 : Lygatt Arrow - Chapitre 11 : Contre attaque -1- - Chapitre 12 : Contre attaque -2- - Chapitre 13 : Amère victoire - Chapitre 14 : Bec et ongles                                                                                         |                   |                   |                   |                   |
| 4 | 10 septembre 2008 | 978-4-7973-5015-9 | 16 juin 2010      | 978-2-35078-953-8 |
| Au Japon, une nouvelle édition est sortie le 12 août 2013.Liste des chapitres : - Chapitre 15 : Mélopée - Chapitre 16 : Oiseau noir - Chapitre 17 : Veille de départ - Chapitre 18 : Assaut - Chapitre 19 : Corps et âme - Chapitre 20 : Embuscade                                                                                      |                   |                   |                   |                   |
| 5 | 9 février 2009    | 978-4-7973-5290-0 | 25 août 2010      | 978-2-81890-020-8 |
| Au Japon, une nouvelle édition est sortie le 12 septembre 2013.Liste des chapitres : - Tome 5 - Chapitre 21 : Au front - Chapitre 22 : En un éclair - Chapitre 23 : Dans tous les sens - Chapitre 24 : Sur le qui-vive - Chapitre 25 : Dans tous les sens -2-                                                                           |                   |                   |                   |                   |
| 6 | 8 juillet 2009    | 978-4-7973-5543-7 | 6 octobre 2010    | 978-2-81890-050-5 |
| Au Japon, une nouvelle édition est sortie le 12 septembre 2013.Liste des chapitres : - Chapitre 26 : Pot de terre contre pot de fer - Chapitre 27 : Fausse note - Chapitre 28 : Errances - Chapitre 29 : Dans la gueule du loup - Chapitre 30 : Dos au mur                                                                              |                   |                   |                   |                   |
| 7 | 9 décembre 2009   | 978-4-7973-5754-7 | 1er décembre 2010 | 978-2-81890-174-8 |
| Au Japon, une nouvelle édition est sortie le 12 octobre 2013.Liste des chapitres : - Chapitre 31 : Sans état d'âme - Chapitre 32 : Mordre la poussière - Chapitre 33 : Insolence - Chapitre 34 : Tigre et dragon - Chapitre 35 : Tigre et dragon -2- - Chapitre 36 : Phase critique                                                     |                   |                   |                   |                   |
| 8 | 21 juin 2010      | 978-4-7973-5967-1 | 6 avril 2011      | 978-2-81890-271-4 |
| Au Japon, une nouvelle édition est sortie le 12 octobre 2013.Liste des chapitres : - Chapitre 37 : Brouillamini - Chapitre 38 : Égalité des forces - Chapitre 39 : Le seul et unique - Chapitre 40 : Crève-cœur - Chapitre 41 : Armistice - Chapitre 42 : Dernier rempart                                                               |                   |                   |                   |                   |
| 9 | 8 décembre 2010   | 978-4-7973-6295-4 | 14 septembre 2011 | 978-2-81890-328-5 |
| Au Japon, une nouvelle édition est sortie le 11 novembre 2013.Liste des chapitres : - Chapitre 43 : Retrouvailles - Chapitre 44 : Armistice -2- - Chapitre 45 : Opération retranchement - Chapitre 46 : Bynonn-Ten: reddition - Chapitre 47 : Bynonn-Ten: invasion - Chapitre 48 : Étincelle - Chapitre 49 : Dans la gueule du loup -2- |                   |                   |                   |                   |
| 10 | 10 août 2011      | 978-4-7973-6628-0 | 9 mai 2012        | 978-2-81890-703-0 |
| Au Japon, une nouvelle édition est sortie le 11 novembre 2013.Liste des chapitres : - Chapitre 50 : Dernière bataille - Chapitre 51 : Champ de ruines - Chapitre 52 : Apaisement |                   |                   |                   |                   |
| 11 | 12 novembre 2012  | 978-4-593-85710-4 |                   |                   |
| 12 | 12 juin 2013      | 978-4-593-85733-3 |                   |                   |
| 13 | 12 mai 2014       | 978-4-593-85776-0 |                   |                   |
| 14 | 11 avril 2015     | 978-4-593-85803-3 |                   |                   |
| 15 | 29 mars 2016      | 978-4-593-85830-9 |                   |                   |
| 16 | 8 août 2017       | 978-4-593-85865-1 |                   |                   |
| 17 | 12 décembre 2018  | 978-4-86675-042-2 |                   |                   |
| 18 | 18 mars 2020      | 978-4-86675-098-9 |                   |                   |
| 19 | 12 octobre 2022   | 978-4-86675-245-7 |                   |                   |
| 20 | 12 octobre 2022   | 978-4-86675-246-4 |                   |                   |

## Anime

### Films d'animation
Les studios Production I.G et XEBEC se chargent de la réalisation des films (d'une durée d'environ 50 minutes chacun),. La société Black Box a acquis les droits de licence pour une diffusion de la série en France.

#### Liste
| No | Titre français                                   | Titre japonais              | Titre japonais      | Date de 1re diffusion |
| No | Titre français                                   | Kanji                       | Rōmaji              | Date de 1re diffusion |
| -- | ------------------------------------------------ | --------------------------- | ------------------- | --------------------- |
| 01 | L'heure du réveil                                | 覚醒ノ刻                    | Kakusei no Toki     | 29 mai 2010           |
| 02 | Le chemin de la rupture                          | 訣別ノ路                    | Ketsubetsu no Michi | 26 juin 2010          |
| 03 | La cicatrice infligée par la dague d'un assassin | 凶刃ノ痕                    | Kyoujin no Ato      | 25 septembre 2010     |
| 04 | La terre des désolations                         | 惨禍ノ地 [さんかのち]       | Sanka no Chi        | 30 octobre 2010       |
| 05 | La mort à l'horizon                              | 死線ノ涯 [しせんのはて]     | Shisen no Hate      | 22 janvier 2011       |
| 06 | Les remparts de la tristesse                     | 慟哭ノ砦 [どうこくのとりで] | Doukoku no Toride   | 26 mars 2011          |

#### Musique
Générique d'ouverture
- "Fate" par KOKIA

Générique de fin
- "SERIOUS-AGE" par Faylan (films 1 à 5)
- "Nageki no Oto" par Kokia (film 6)

### Série télévisée
Un nouveau projet a été annoncé en août 2013. Il s'agit d'une série télévisée d'animation de douze épisodes qui reprend la trame des films d'animation avec des scènes inédites. Elle est produite par les studios Production I.G et XEBEC, avec une réalisation de Nobuyoshi Habara, un scénario de Masashi Sogo et Taishirou Tanimura, et une composition de Yoshihisa Hirano. Un OAV spin-off était également en production, mais ce dernier a été finalement annulé.
Hors du Japon, la série est diffusée en simulcast par Crunchyroll.

#### Liste des épisodes
| No | Titre français                               | Titre japonais                     | Titre japonais | Date de 1re diffusion |
| No | Titre français                               | Kanji                              | Rōmaji         | Date de 1re diffusion |
| -- | -------------------------------------------- | ---------------------------------- | -------------- | --------------------- |
| 01 | Le sans-magie – Celui qui n'avait pas le don | アン・ソーサラー（魔力無者）       |                | 6 avril 2014          |
| 02 | Protogolem – Le titan des Anciens            | アンダー・ゴゥレム（古代巨兵）     |                | 13 avril 2014         |
| 03 | Not bad – Cessez-le-feu et pourparlers       | ノット・バッド（停戦交渉）         |                | 20 avril 2014         |
| 04 | Close combat – Affrontements rapprochés      | クロース・コンバット（近接戦闘）   |                | 27 avril 2014         |
| 05 | Counter-attack – La contre-offensive         | カウンター・アタック（逆撃強襲）   |                | 4 mai 2014            |
| 06 | War wind – Les vents déchaînés               | ワール・ウィンド（疾風怒濤）       |                | 11 mai 2014           |
| 07 | Night before – La nuit d’avant l’attaque     | ナイト・ビフォア（出撃前夜）       |                | 18 mai 2014           |
| 08 | Wasteland – Terres de désastre               | ウェイスト・ランド（死地凶変）     |                | 25 mai 2014           |
| 09 | Showdown – Provocation en duel               | ショウ・ダウン（竜虎宣戦）         |                | 1er juin 2014         |
| 10 | Lightning speed – Vitesse inégalée           | ライトニング・スピード（神速無双） |                | 8 juin 2014           |
| 11 | Last stand – La forteresse imprenable        | ラスト・スタンド（要害堅固）       |                | 15 juin 2014          |
| 12 | Endless fight – L’éternel retour             | エンドレス・フェイト（永劫回帰）   |                | 22 juin 2014          |

### Édition japonaise
Première édition
1. 1 2  Tome 1
2. 1 2  Tome 2
3. 1 2  Tome 3
4. 1 2  Tome 4
5. 1 2  Tome 5
6. 1 2  Tome 6
7. 1 2  Tome 7
8. 1 2  Tome 8
9. 1 2  Tome 9
10. 1 2  Tome 10

Seconde édition
1. ↑  Tome 1
2. ↑  Tome 2
3. ↑  Tome 3
4. ↑  Tome 4
5. ↑  Tome 5
6. ↑  Tome 6
7. ↑  Tome 7
8. ↑  Tome 8
9. ↑  Tome 9
10. ↑  Tome 10
11. 1 2  Tome 11
12. 1 2  Tome 12
13. 1 2  Tome 13
14. 1 2  Tome 14
15. 1 2  Tome 15
16. 1 2  Tome 16
17. 1 2  Tome 17
18. 1 2  Tome 18
19. 1 2  Tome 19
20. 1 2  Tome 20

### Édition française
1. 1 2  Tome 1
2. 1 2  Tome 2
3. 1 2  Tome 3
4. 1 2  Tome 4
5. 1 2  Tome 5
6. 1 2  Tome 6
7. 1 2  Tome 7
8. 1 2  Tome 8
9. 1 2  Tome 9
10. 1 2  Tome 10